# Augustinerkloster Osnabrück
Das Augustinerkloster Osnabrück war ein Kloster der Augustiner-Eremiten in der Neustadt von Osnabrück, das vom 13. bis ins 16. Jahrhundert bestand.

## Geschichte

### Gründung

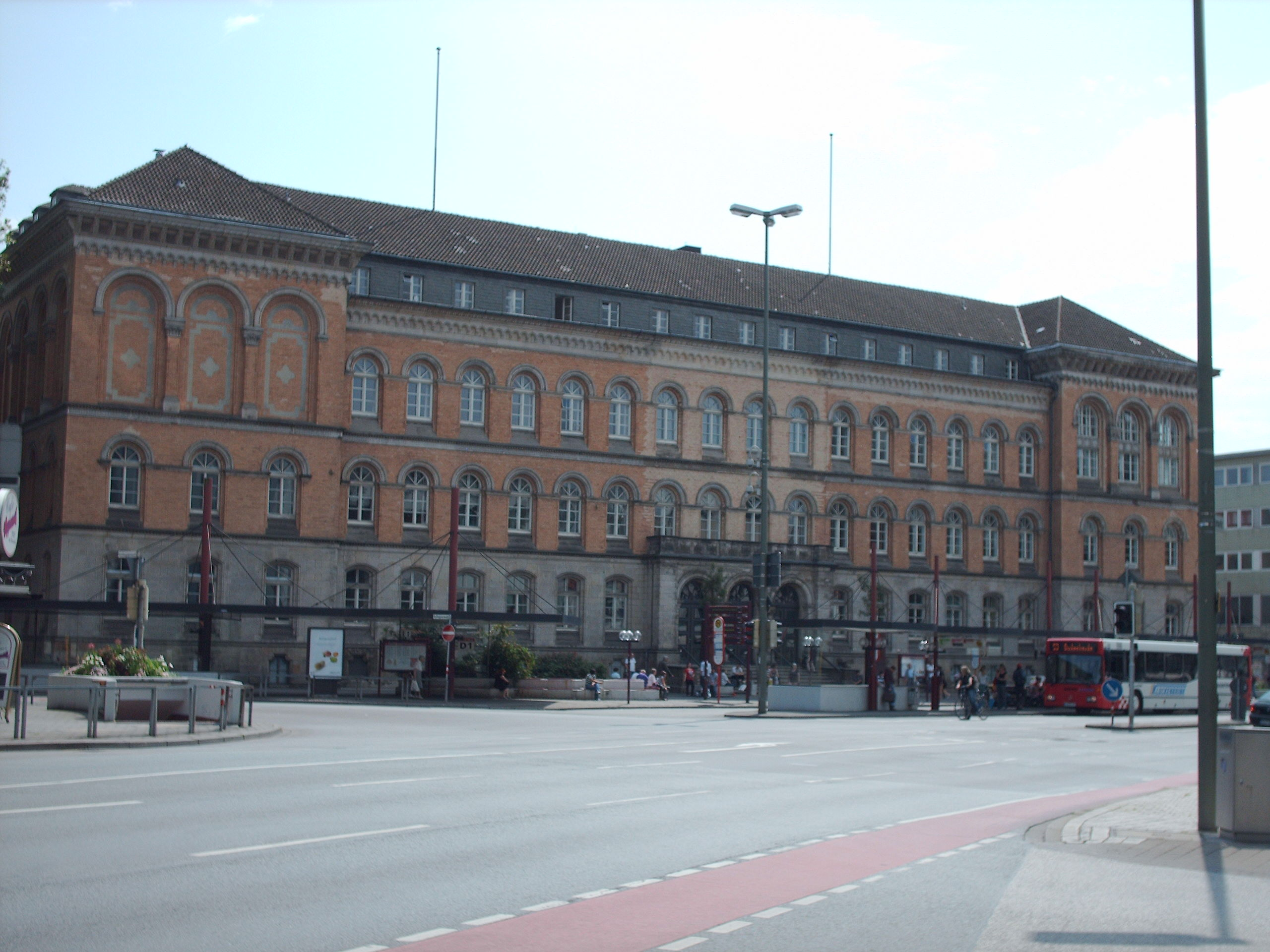
Gebäude des Landgerichts auf dem früheren Klostergelände am Neumarkt

Zwischen 1245 und 1248 gründeten Wilhelmiten auf den Gütern des Edelherrn Hermann von Holte um die Holter Burg im heutigen Bissendorf ein Kloster. 1256 wurden die Wilhelmiten in den Orden der Augustiner-Eremiten integriert.
1287 wurde das Kloster durch Bischof Konrad II. von Rietberg in die Osnabrücker Neustadt verlegt. Es wurde nahe der Hase an der Grenze zur Altstadt angesiedelt. Kirche und Klostergebäude befanden sich auf dem Gelände des heutigen Landgerichts, Hof und Gärten auf dem benachbarten Neumarkt.
In der Anfangsphase kam es zu Konflikten mit in Osnabrück ansässigen Einrichtungen. 1294 verbündeten sich das Domkapitel von St. Peter, das Stiftskapitel von St. Johann und der Rat der Stadt gegen die Augustiner. Nach Intervention durch Papst Bonifatius VIII. wurden die Streitigkeiten bis 1300 beigelegt.
1331 wurde das Kloster durch ein Feuer zerstört und anschließend an selber Stelle wieder aufgebaut.
Im 14. und 15. Jahrhundert fanden sechs Provinzkapitel in Osnabrück statt. Das Kloster hatte in dieser Zeit Termineien in Oldenburg, Dithmarschen, Quakenbrück, Vechta, Telgte, Oldenzaal und Münster.

### Reformationszeit
Ab Ende des 15. Jahrhunderts kam es in Osnabrück mehrmals zu Aufständen von Bürgern gegen die Geistlichkeit, von denen besonders das Kloster Gertrudenberg betroffen war.
In diese Phase fiel das Wirken Gerhard Heckers, der ab 1492 als Angehöriger des Klosters bezeugt ist und ab 1521 die Lehren Martin Luthers in Osnabrück vortrug. 1528 fand dort eine Disputation zwischen Hecker und Otto Beckmann statt. In der Folgezeit wandten sich immer mehr Osnabrücker Augustiner der Reformation zu und verließen den Konvent. 1542 schenkte Bischof Franz von Waldeck das Kloster der Stadt Osnabrück.
1544 verließen die letzten vier Augustiner das Kloster gegen Zahlung einer Jahresrente durch die Stadt.
Durch das Augsburger Interim musste die Stadt das Augustinerkloster 1548 in die Verwaltung des Domkapitels geben.

### Nach der Auflösung

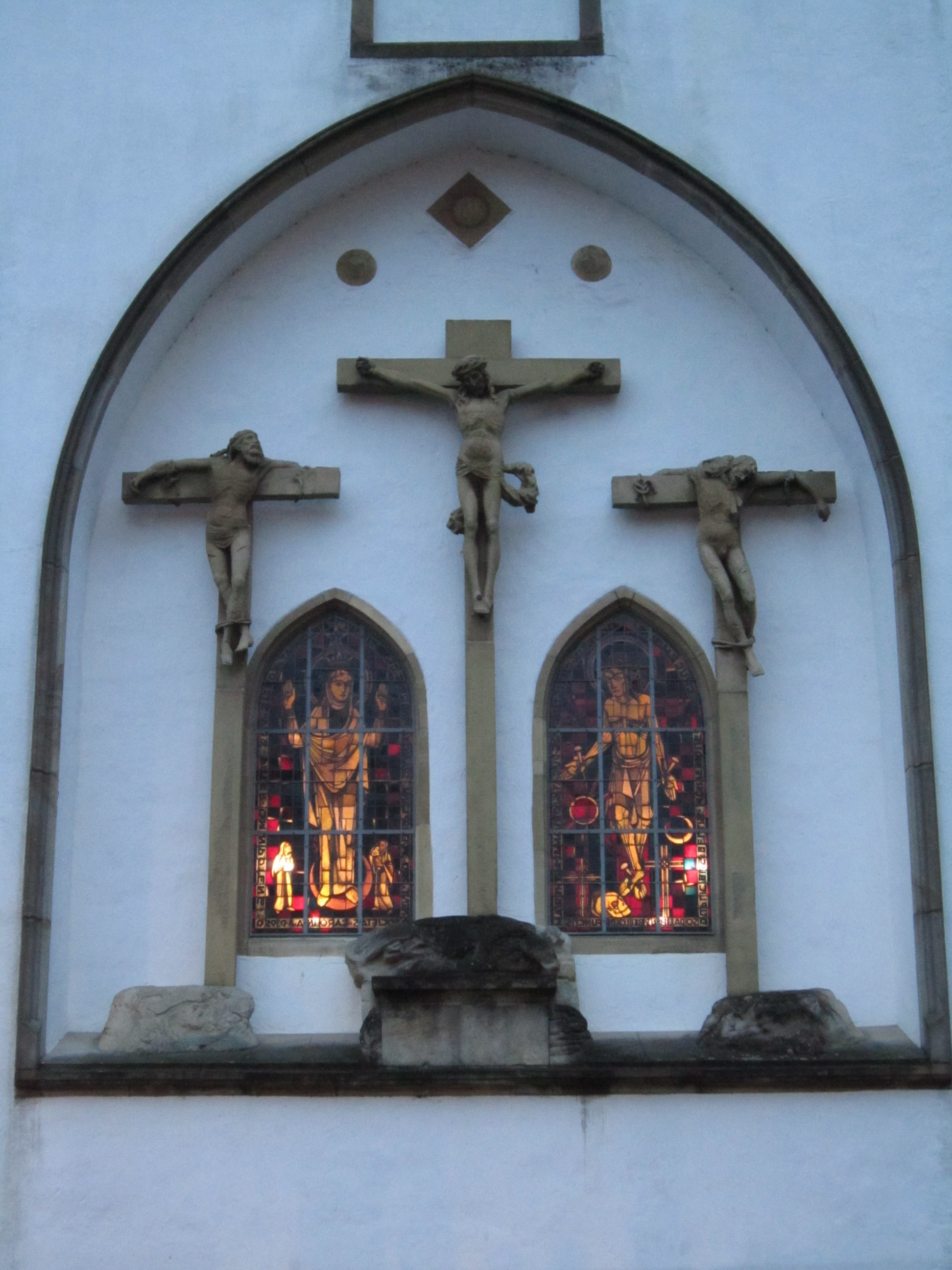
Die Kreuzigungsgruppe an der „Kleinen Kirche“ stammt von der Kirche des Augustinerklosters

Fürstbischof Heinrich von Sachsen-Lauenburg plante die Errichtung einer Residenz auf dem ehemaligen Klostergelände, das er dafür 1583 durch einen Tausch erhielt. Nach seinem Tod 1585 wurden die Bauarbeiten jedoch gestoppt. Franz Wilhelm von Wartenberg (Amtszeit 1625–1661) ließ das Gebäude abreißen, um dort eine Jesuitenakademie bauen zu lassen, die aus dem Gymnasium Carolinum hervorging. Nur das Hauptgebäude wurde fertiggestellt, bis Osnabrück im Dreißigjährigen Krieg 1633 von den Schweden besetzt wurde und Bischof und Jesuiten die Stadt verlassen mussten. Anschließend diente die Klosterkirche dem schwedischen Administrator Gustav Gustavson als Hofkirche. 1650 wurde sie den Jesuiten zurückgegeben, als nach dem Westfälischen Frieden der Status des Normaljahrs 1624 wiederhergestellt wurde.
Vor 1751 wurde die Klosterkirche abgebrochen. 1752 wurde an ihrer Stelle durch Johann Conrad Schlaun ein Zuchthaus erbaut, das 1875 durch das Gebäude des Landgerichts ersetzt wurde.
Erhalten ist von der Klosterkirche eine Kreuzigungsgruppe aus dem frühen 16. Jahrhundert, die sich an der Gymnasialkirche (Kleine Kirche) neben dem Dom befindet. Die Darstellungen von Maria und  Johannes wurden 1804 entfernt. 
Eine Strahlenmadonna in der 1965 eingeweihten Kirche St. Ansgar im Stadtteil Nahne soll ebenfalls aus dem Kloster stammen.
Bei Grabungsarbeiten am Neumarkt wurden in den 1960er Jahren Mauerreste des Klosters sowie ein Tonrelief mit Darstellung des Gnadenstuhls aus dem 15. Jahrhundert gefunden.

## Mitglieder des Konvents
- Hermann von Schildesche (um 1290–1357), vor 1340 Provinzial des Augustinerordens, später Generalvikar in Würzburg, studierte Anfang des 14. Jahrhunderts einige Jahre in Osnabrück
- Johannes de Molendino, ab 1402 Weihbischof in Osnabrück und Titularbischof von Athyra[3]
- Dietrich Vrye (um 1370–1431), Verfasser einer Konzilsgeschichte des Konstanzer Konzils
- Johann Schedemaker († 1446), ab 1438 Weihbischof in Osnabrück und Halberstadt und Titularbischof von Budua[3]
- Johannes Wennecker der Ältere († 1469), ab 1454 Weihbischof in Münster und Titularbischof von Larissa in Syrien[3]
- Heinrich Zolter, Vertreter der Observanz im Augustinerorden und bis 1456 Professor in Magdeburg, trat in Osnabrück in den Orden ein
- Gottschalk Hollen (um 1411–1481), Prediger und Lektor, Prior des Osnabrücker Klosters
- Johannes von Dorsten (um 1420–1481), ab 1465 Professor in Erfurt
- Johannes Imminck († 1493), ab 1469 Weihbischof in Paderborn und Titularbischof von Tiflis, 1472–1484 Weihbischof in Münster[3]
- Johannes Meppen, ab 1477 Weihbischof in Osnabrück und Titularbischof von Larissa in Syrien, ab 1495 Weihbischof in Münster[3]
- Heinrich Schodehoet († 1515), ab 1494 Weihbischof in Osnabrück und Titularbischof von Tricca, ab 1497 Weihbischof in Münster[3]
- Johannes Schiphower (1463–nach 1521), Chronist
- Johannes Meler, ab 1518 Weihbischof in Osnabrück und Titularbischof von Tricca[3]
- Gerhard Hecker (um 1470–um 1538), reformatorischer Theologe